# Équipe cycliste Saitama DReVe
L'équipe cycliste Saitama DReVe est une équipe cycliste japonaise, ayant le statut d'équipe continentale en 2020.

## Saitama DReVe en 2020[1]
| Cycliste         | Date de naissance | Nationalité | Équipe 2019 |  |
| ---------------- | ----------------- | ----------- | ----------- |  |
| Abe Kodai        | 9 juin 1996       | Japon       |             |  |
| Abiko Muneyoshi  | 16 janvier 1999   | Japon       |             |  |
| Fujita Ryohei    | 13 mars 1997      | Japon       |             |  |
| Handa Shiryu     | 16 avril 1998     | Japon       |             |  |
| Kishi Takashito  | 9 mars 1994       | Japon       |             |  |
| Ono Kotaro       | 16 mai 1997       | Japon       |             |  |
| Takagi Michinari | 16 avril 1993     | Japon       |             |  |
| Tsuji Yoshimitsu | 11 août 1984      | Japon       |             |  |
| Udagawa Youhei   | 11 mai 1981       | Japon       |             |  |
| Watanabe Keita   | 6 décembre 1998   | Japon       |             |  |